# Lucas Torreira
Lucas Sebastián Torreira Di Pascua, né le 11 février 1996 à Fray Bentos en Uruguay, est un footballeur international uruguayen, qui évolue au poste de milieu défensif à Galatasaray SK.

## Biographie

### Carrière en club
Né à Fray Bentos en Uruguay, Lucas Torreira a commencé sa carrière de footballeur au club de I.A 18 de Julio de Fray Bentos d'où il est originaire. En 2013, il rejoint l'équipe de jeunes de Montevideo Wanderers Fútbol Club. Par la suite il s'installe en Italie où il rejoint l'équipe de jeune du Pescara.

### Delfino Pescara
Avant la saison 2014-15, Torreira a été appelé pour la première fois en équipe première de Pescara et le 25 octobre 2014 il a pris place sur le banc de touche pour la première fois. Il fait ses débuts en Serie B le 16 mai 2015 contre l'équipe de Varese Calcio en tant que titulaire. Dans ce match, il joue 58 minutes avant d'être remplacé par son coéquipier Matteo Politano. Au total, il joue cinq matchs dans la saison.

### Sampdoria Gênes
Le 1er juillet 2015, Torreira est transféré à la Sampdoria pour 1,5 million d'euros, mais il reste avec Pescara en prêt pour la saison 2015-2016 afin d'acquérir de l'expérience.
Une fois le prêt à Pescara expiré, il retourne comme convenu à la Sampdoria le 1er juillet 2016. Le 21 août 2016, Torreira fait ses débuts en Serie A dans le match inaugural contre l'équipe de Empoli au Stadio Carlo Castellani. Il commence le match en tant que titulaire et joue l'intégralité de la rencontre.
Il gagne du temps de jeu lors de la saison 2016-2017 et continue de montrer son importance pour l'équipe lors de la saison 2017-2018 en marquant des buts importants y compris le deuxième but de la victoire 3-2 sur la Juventus.

#### Retour au Delfino Pescara
Le 2 juillet 2015, il est prêté à Delfino Pescara.
Le 9 août 2015, Torreira marque son premier but professionnel contre FC Südtirol en Coupe d'Italie. Il a joué 26 matches et marqué trois buts en championnat.

### Arsenal
Le 10 juillet 2018, il s'engage en faveur d'Arsenal FC. Le montant de la transaction s'élève à 28,5 millions d'euros. L'entraîneur Unaï Emery a déclaré : « nous avons recruté un jeune joueur très talentueux dans le jeu. Milieu de terrain de grande qualité, j'ai aimé regarder ses performances pour la Sampdoria. Nous avons tous pu le voir avec l'Uruguay en Coupe du Monde, un jeune joueur qui a déjà une bonne expérience, mais qui veut continuer à grandir »[réf. nécessaire]. Il hérite du numéro 11 anciennement porté par Mesut Özil, ce dernier ayant pris le numéro 10 laissé vacant depuis le départ de Jack Wilshere.
Le 2 décembre 2018, Torreira inscrit son premier but pour Arsenal, et ce dans un match très important puisqu'il s'agit du North London derby contre Tottenham Hotspur. Avec ce but il permet aux gunners de consolider leur victoire sur leur rival en l'emportant 4-2 à l'Emirates Stadium. Une victoire importante puisqu'elle permet à Arsenal de passer devant leur adversaire du jour et se placer à la 4e place du classement à ce moment-là de la saison. Le 8 décembre, il inscrit un nouveau but contre Huddersfield Town, sur un centre de Pierre-Emerick Aubameyang Torreira réalise alors une bicyclette dans la surface. Un but important puisqu'il donne la victoire à Arsenal, qui s'impose 1 but à 0.

### Atlético de Madrid
Le 5 octobre 2020, Lucas Torreira est prêté pour une saison à l'Atlético de Madrid. Il joue son premier match pour l'Atlético le 17 octobre suivant face au Celta de Vigo lors d'une rencontre de Liga. Il est titulaire et son équipe s'impose par deux buts à zéro.
Torreira inscrit son premier et unique but pour l'Atlético le 31 octobre 2020 face au CA Osasuna, en championnat. Il entre en jeu et participe à la victoire de son équipe (1-3 score final).

### ACF Fiorentina
Le 24 août 2021, il est prêté un an par Arsenal contre 1,5 M€ à la Fiorentina, faisant ainsi son retour en Serie A. Il joue son premier match pour la Fiorentina le 11 septembre 2021, lors d'une rencontre de championnat contre l'Atalanta Bergame. Il est titularisé et son équipe s'incline par deux buts à un. Le 19 décembre 2021, Torreira inscrit son premier but pour le club, lors d'une rencontre de championnat face à l'US Sassuolo. Il est titularisé et permet à son équipe d'égaliser (2-2 score final).

### Galatasaray SK
Le 6 août 2022, il quitte Arsenal pour rejoindre Galatasaray SK pour 6 millions d'euros.
Titulaire indiscutable au sein de la formation turque, il est un acteur majeur du sacre de Galatasaray en Süperlig.
Torreira marque son premier but pour Galatasaray le 8 mars 2024 face au Çaykur Rizespor. Son équipe l'emporte par six buts à deux ce jour-là.

### Carrière en sélection
Il dispute son premier match avec l'Uruguay le 23 mars 2018 sous les ordres d'Óscar Tabárez lors d'une rencontre face à la Tchéquie, où il entre en jeu pour Matías Vecino.
En mai 2018, il a été nommé dans l'équipe provisoire des vingt-six hommes de l'Uruguay pour la Coupe du monde 2018 se déroulant en Russie. Il y joue les cinq matchs de la Celeste.
Il est à nouveau sélectionné par Óscar Tabárez pour disputer la Copa América 2019 au Brésil. Son équipe est éliminée par le Pérou en quarts de finale aux tirs au but, bien que Torreira ait marqué le sien (score final : 0-0, 4-5 t.a.b.). Il est rappelé pour disputer la Copa America 2021 mais l'Uruguay sortira une nouvelle fois en quarts-de-finale par la Colombie aux tirs-au-but. Le même scénario que deux années auparavant.
Le 10 novembre 2022, il est sélectionné par Diego Alonso pour participer à la Coupe du monde 2022.

### Style de jeu
Lucas Torreira est décrit comme un milieu relayeur dynamique au profil box to box. Il est également capable de distribuer le ballon avec précision ainsi que de marquer des buts. Son profil peut être comparé à celui du milieu international italien Verratti.

## Statistiques
| Saison                | Club                      | Championnat           | Championnat | Championnat | Championnat | Coupe nationale | Coupe nationale | Coupe nationale | Coupe de la Ligue | Coupe de la Ligue | Coupe de la Ligue | Supercoupe | Supercoupe | Supercoupe | Compétition(s) continentale(s) | Compétition(s) continentale(s) | Compétition(s) continentale(s) | Compétition(s) continentale(s) | Uruguay | Uruguay | Uruguay | Total | Total | Total |
| Saison                | Club                      | Division              | M.          | B.          | P.d.        | M.              | B.              | P.d.            | M.                | B.                | P.d.              | M.         | B.         | P.d.       | Comp.                          | M.                             | B.                             | P.d.                           | M.      | B.      | P.d.    | M.    | B.    | P.d.  |
| 2014-2015             | Delfino Pescara           | Serie B               | 5           | 0           | 0           | -               | -               | -               | -                 | -                 | -                 | -          | -          | -          | -                              | -                              | -                              | -                              | -       | -       | -       | 5     | 0     | 0     |
| 2015-2016             | Delfino Pescara           | Serie B               | 29          | 4           | 2           | 2               | 1               | 0               | -                 | -                 | -                 | -          | -          | -          | -                              | -                              | -                              | -                              | -       | -       | -       | 31    | 5     | 2     |
| Sous-total            | Sous-total                | Sous-total            | 34          | 4           | 2           | 2               | 1               | 0               | -                 | -                 | -                 | -          | -          | -          | -                              | -                              | -                              | -                              | -       | -       | -       | 36    | 5     | 2     |
| 2016-2017             | Sampdoria Gênes           | Serie A               | 35          | 0           | 1           | 1               | 0               | 0               | -                 | -                 | -                 | -          | -          | -          | -                              | -                              | -                              | -                              | -       | -       | -       | 36    | 0     | 1     |
| 2017-2018             | Sampdoria Gênes           | Serie A               | 36          | 4           | 2           | 2               | 0               | 0               | -                 | -                 | -                 | -          | -          | -          | -                              | -                              | -                              | -                              | 7       | 0       | 0       | 45    | 4     | 2     |
| Sous-total            | Sous-total                | Sous-total            | 71          | 4           | 3           | 3               | 0               | 0               | -                 | -                 | -                 | -          | -          | -          | -                              | -                              | -                              | -                              | 7       | 0       | 0       | 81    | 4     | 3     |
| 2018-2019             | Arsenal FC                | Premier League        | 34          | 2           | 2           | 1               | 0               | 0               | 3                 | 0                 | 1                 | -          | -          | -          | C3                             | 12                             | 0                              | 0                              | 12      | 0       | 0       | 62    | 2     | 3     |
| 2019-2020             | Arsenal FC                | Premier League        | 29          | 1           | 1           | 2               | 0               | 0               | 2                 | 1                 | 0                 | -          | -          | -          | C3                             | 6                              | 0                              | 0                              | 4       | 0       | 0       | 43    | 2     | 1     |
| Sous-total            | Sous-total                | Sous-total            | 63          | 3           | 3           | 3               | 0               | 0               | 5                 | 1                 | 1                 | -          | -          | -          | -                              | 18                             | 0                              | 0                              | 16      | 0       | 0       | 105   | 4     | 4     |
| 2020-2021             | Atlético de Madrid (prêt) | Liga                  | 19          | 1           | 0           | 2               | 0               | 0               | -                 | -                 | -                 | -          | -          | -          | C1                             | 5                              | 0                              | 0                              | 3       | 0       | 1       | 29    | 1     | 1     |
| 2021-2022             | ACF Fiorentina (prêt)     | Serie A               | 31          | 4           | 1           | 4               | 0               | 0               | -                 | -                 | -                 | -          | -          | -          | -                              | -                              | -                              | -                              | 7       | 0       | 0       | 42    | 4     | 1     |
| 2022-2023             | Galatasaray SK            | SuperLig              | 31          | 0           | 1           | 3               | 0               | 0               | -                 | -                 | -                 | -          | -          | -          | -                              | -                              | -                              | -                              | 1       | 0       | 0       | 35    | 0     | 1     |
| 2023-2024             | Galatasaray SK            | SuperLig              | 35          | 1           | 2           | 1               | 0               | 0               | -                 | -                 | -                 | 1          | 0          | 0          | C1+C3                          | 8+2                            | 0+0                            | 0+0                            | -       | -       | -       | 47    | 1     | 2     |
| 2024-2025             | Galatasaray SK            | SuperLig              | 32          | 5           | 5           | 4               | 1               | 1               | -                 | -                 | -                 | 1          | 0          | 0          | C1+C3                          | 2+9                            | 0                              | 1+1                            | -       | -       | -       | 48    | 6     | 8     |
| 2025-2026             | Galatasaray SK            | SuperLig              | 2           | 0           | 1           | -               | -               | -               | -                 | -                 | -                 | -          | -          | -          | C1                             | -                              | -                              | -                              | -       | -       | -       | 2     | 0     | 1     |
| Sous-total            | Sous-total                | Sous-total            | 100         | 6           | 9           | 8               | 1               | 1               | -                 | -                 | -                 | 2          | 0          | 0          | -                              | 21                             | 0                              | 2                              | 1       | 0       | 0       | 132   | 7     | 12    |
| Total sur la carrière | Total sur la carrière     | Total sur la carrière | 285         | 22          | 17          | 17              | 2               | 1               | 5                 | 1                 | 1                 | 2          | 0          | 0          | -                              | 44                             | 0                              | 2                              | 34      | 0       | 1       | 387   | 25    | 22    |

## Palmarès
Arsenal FC
- Finaliste de la Ligue Europa en 2019
- Vainqueur de la Coupe d'Angleterre en 2020

 Atlético Madrid
- Champion d'Espagne en 2021

 Galatasaray SK
- Champion de Turquie en 2023, 2024 et en 2025.
- Vainqueur de la Coupe de Turquie en 2025[16]